# Ley Casati
Ley Casati,  1861, n. 3725 del Reino de Cerdeña, entró en vigor en 1861 y fue extendida con la unificación a toda Italia (Regio decreto de 28 de noviembre de 1861, n. 347). La ley, que tomó el nombre del ministro de Instrucción Pública Gabrio Casati y fue sucesora de las leyes Bon Compagni de 1848 y Lanza de 1857, reformó de manera íntegra el ordenamiento escolar, desde la administración a la articulación escolar por órdenes y grados y los materiales de enseñanza, confirmando la voluntad del Estado italiano de hacerse cargo del deber de intervenir en materia escolar en sustitución de la Iglesia católica, que durante siglos había sido la única institución preocupada por la instrucción.
La ley se inspiró en el modelo prusiano con la instalación de un sistema fuertemente jerarquizado y centralizado. Se propuso, además, contemporizar diversos principios: el reconocimiento de la autoridad paterna, la intervención estatal y la iniciativa privada. A este respecto, la ley sancionó el rol normativo del Estado y la gestión dirigida de los colegios estatales, así como la libertad de los entes privados para abrir y gestionar sus propios centros educativos. Se garantizaba la educación de niños y niñas, pero la igualdad tardó en llegar.

## Historia
En 1859 el país estaba inmerso en la llamada segunda guerra de Independencia italiana. Por ese motivo la nueva norma del Reino de Cerdeña no fue discutida en el parlamento. Gracias a los poderes extraordinarios conferidos al Gobierno del Víctor Manuel II, se nombró una comisión para elaborar la norma. De la misma formaba parte Ángel Haba. Pasada la guerra y recuperada la unidad italiana, se entendió que la ley Casani podía servir a la unidad nacional. Aprobada en 1859 en parte de Italia, fue asumida en el resto y estuvo vigente hasta 1923, año en el que se aprobó la reforma Gentile.

### Sistema escolar

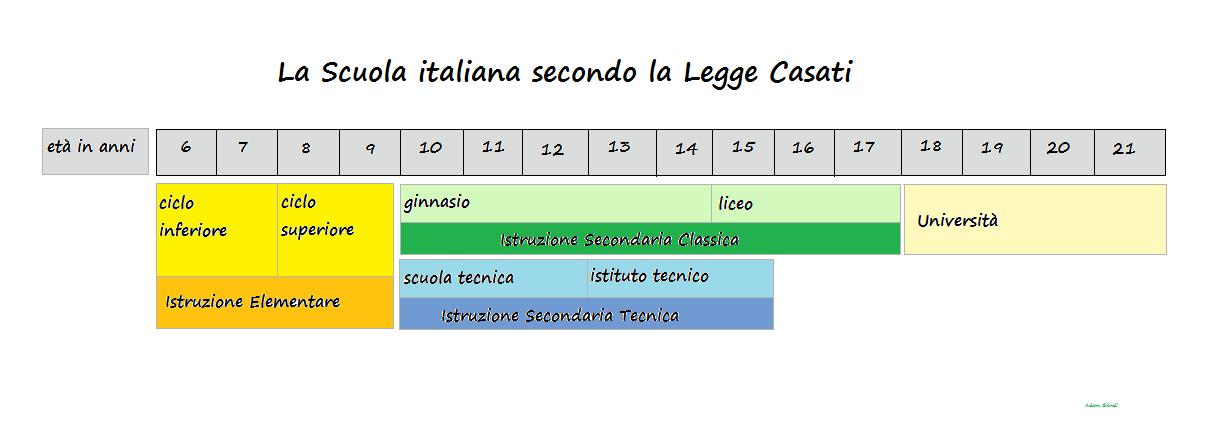
Sistema escolar italiano según la ley Casati.